# Дискант
Дискант (лат. dis — окремо та cantus — спів) — вокальний термін, що позначає:
1. Високий дитячий (переважно хлопчачий) голос з специфічним звучанням. Діапазон — від с1 до с2.
2. Особлива форма середньовічного багатоголосся, якій притаманне протилежне спрямування руху голосів.

## Приклади вживання
- «З 11 років він [С. Гулак-Артемовський] уже співав, маючи прекрасний дискант» (Максим Рильський, III, 1956, 355);
- «Гриміли баси Кирилового інструмента, заливаючи дріботливими дискантами і розважливими баритонами гірниче селище» (Олесь Досвітній, Вибр., 1959, 324).
- «Мені здається, що я слухаю найкращих дискантів у концерті у семінарії, як зачую ваш голосок» (Нечуй-Левицький, II, 1956, 499).